# Nombre d'argent
L'appellation nombre d'argent, ou proportion d'argent, a été proposée pour diverses généralisations du nombre d'or ; la plus courante est celle qui fait du nombre d'argent le deuxième nombre métallique.

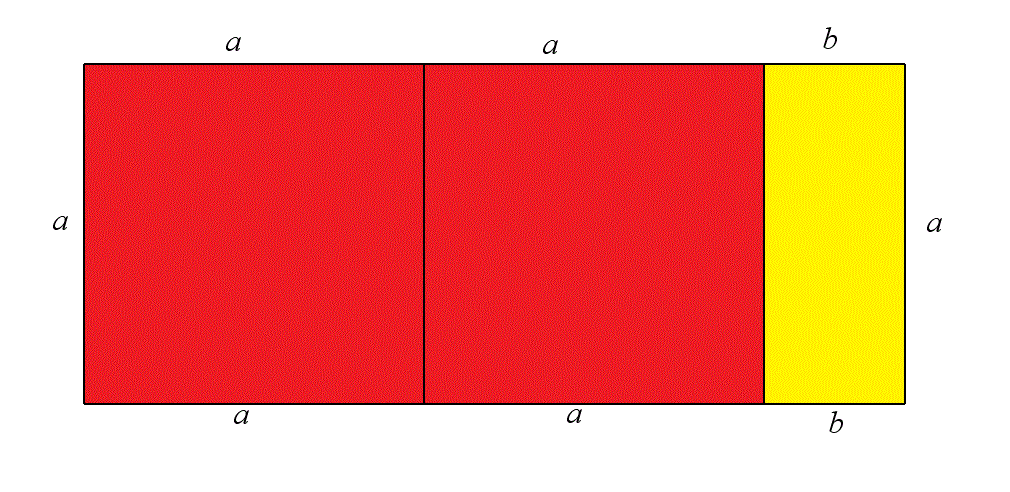
le grand rectangle est semblable au rectangle jaune. Ce sont des rectangles d'argent, de format le nombre d'argent.

## Définitions
Le nombre d'argent est défini en géométrie comme l'unique rapport a/b entre deux longueurs a et b telles que le rapport de la somme 2a + b  sur a soit égal à celui de a sur b, ce qui s'écrit :
Noté {\displaystyle \delta _{Ag}} ou {\displaystyle \varphi _{2}}, il est l'unique solution positive de l'équation {\displaystyle 2+{\frac {1}{x}}=x}, soit {\displaystyle x^{2}=2x+1}.
Il est égal à {\displaystyle 1+{\sqrt {2}}\approx 2{,}414~213~562} (suite A014176 de l'OEIS).

Nombre d'argent dans l'octogone régulier

Il peut aussi être écrit comme la fraction continue purement périodique [2] :
{\displaystyle \varphi _{2}=2+{\cfrac {1}{2+{\cfrac {1}{2+{\cfrac {1}{2+\ddots }}}}}}}
ou comme radical imbriqué infini {\displaystyle \varphi _{2}={\sqrt {1+2{\sqrt {1+2{\sqrt {1+2{\sqrt {1+\cdots }}}}}}}}}.

## Propriétés

### Lien avec les suites de Pell
De même que le nombre d'or est relié à toute suite de Fibonacci généralisée, le nombre d'argent est relié à toute suite de Pell généralisée, vérifiant {\displaystyle u_{n+2}=2u_{n+1}+u_{n}} ; le terme général d'une telle suite s'écrit en effet {\displaystyle u_{n}=A(1+{\sqrt {2}})^{n}+B(1-{\sqrt {2}})^{n}=A\varphi _{2}^{n}+B\varphi _{2}'^{n}} où {\displaystyle \varphi _{2}'=1-{\sqrt {2}}} est l'autre solution de {\displaystyle x^{2}=2x+1}.
Par exemple, pour la suite de Pell proprement dite définie par {\displaystyle P_{0}=0,\quad P_{1}=1,\quad \forall n\geqslant 0\quad P_{n+2}=2P_{n+1}+P_{n}}, le terme général s'écrit :
{\displaystyle P_{n}={\frac {\varphi _{2}^{n}-\varphi _{2}'^{n}}{\varphi _{2}-\varphi _{2}'}}}, formule analogue à la formule de Binet pour la suite de Fibonacci.
La suite de Pell-Lucas {\displaystyle (Q_{n})} de premiers termes {\displaystyle Q_{0}=Q_{1}=2} vérifie {\displaystyle Q_{n}=\varphi _{2}^{n}+\varphi _{2}'^{n}}.
De plus, pour toute suite vérifiant {\displaystyle u_{n+2}=2u_{n+1}+u_{n}} de limite infinie, le nombre d'argent est la limite des rapports successifs {\displaystyle {\frac {u_{n+1}}{u_{n}}}}.
Inversement, les puissances successives du nombre d'argent vérifient {\displaystyle \varphi _{2}^{n}=P_{n}\varphi _{2}+P_{n-1}}.

### Propriété d'approximation diophantienne
Le nombre d'argent étant un nombre de Pisot-Vijayaraghavan, il possède une propriété rare d'approximation diophantienne : la suite des parties fractionnaires de ses puissances tend vers 0.

## Rectangles d'argent
Un rectangle dont le rapport de la longueur à la largeur est égal au nombre d'argent est parfois appelé « rectangle d'argent », par analogie avec le rectangle d'or.
Mais cette expression est ambiguë : « rectangle d'argent » peut aussi désigner un rectangle de proportion √2, aussi connu sous le nom de rectangle A4, en référence au format de papier A4.
Les rectangles d'argent de l'un ou l'autre type ont la propriété qu'en leur enlevant deux carrés maximaux, on on obtient un rectangle semblable. En effet, en retirant le plus grand carré possible d'un rectangle d'argent d'un des deux types, on obtient un rectangle d'argent de l'autre type, si bien qu'en recommençant, on retrouve un rectangle d'argent du même type que l'original, mais réduit d'un facteur 1 + √2.

## Irrationalité

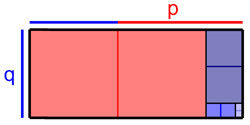
En retirant deux carrés de côté q d'un rectangle de côté q et p + q=q(√2 + 1), on obtient un rectangle de côtés q(√2 - 1) et q, donc semblable au précédent. La figure peut se reproduire indéfiniment.

L'irrationalité du nombre d'argent, et donc de √2, se déduit d'une descente infinie mise en évidence par la construction ci-contre.
On construit un rectangle de base p + q et de hauteur q, avec p = q√2. Le rapport  (p + q)/q est égal au nombre d'argent 1 + √2.

L'objectif est de remplir le rectangle de carrés les plus grands possible. Le plus grand côté possible pour les premiers carrés est q, car la hauteur est égale à q. Comme p + q est plus grand que 2q et strictement plus petit que 3q, on peut construire deux carrés de côté q, en rouge sur la figure. La zone restante (en bleu sur la figure) est un rectangle de côtés q et p – q. Or on dispose de la formule :
Elle indique que le rectangle initial et le bleu sont semblables, la proportion entre les deux étant le rapport (p + q)/q. Il est alors possible de remplir la zone restante d'exactement deux carrés de taille maximale, comme précédemment et la zone restante est encore un rectangle semblable à l'initial. Finalement on obtient deux carrés de côté q, puis deux carrés de côté (p + q)/q fois plus petits que les premiers, puis deux carrés de côté (p + q)/q fois plus petits que les précédents et la suite ne s'arrête jamais.
S'il existait une unité telle que la longueur de la base et celle de la hauteur soient des entiers, alors les côtés des différents carrés seraient toujours des entiers, ce qui garantit que la suite finirait par s'arrêter, car des carrés de côtés entiers ne peuvent devenir infiniment petits. La proportion d'argent (p + q)/q n'est donc pas rationnelle.

## Autre propositions d'appellation "nombre d'argent"

### Première proposition
Le nombre d'or étant la solution positive de l'équation {\displaystyle x^{2}=x+1}, équation caractéristique de la récurrence de Fibonacci : {\displaystyle u_{n}=u_{n-1}+u_{n-2}}, il a été proposé que le nombre d'argent soit la solution positive de l'équation {\displaystyle x^{3}=x^{2}+x+1}, équation caractéristique de la récurrence  : {\displaystyle u_{n}=u_{n-1}+u_{n-2}+u_{n-3}}.
Mais cette récurrence ayant été désignée, par un jeu de mots, récurrence de Tribonacci, la constante associée s'appelle désormais constante de Tribonacci, égale à environ {\displaystyle 1,8392867552141612\,}.

### Deuxième proposition
Dans la même veine, on trouve aussi le premier nombre de Pisot-Vijayaraghavan, unique solution positive de l'équation {\displaystyle x^{3}=x+1}, équation caractéristique de la récurrence de Padovan : {\displaystyle u_{n}=u_{n-2}+u_{n-3}}, mais il a été rétrogradé au rang de nombre plastique, ou constante de Padovan.

### Troisième proposition
L'inverse du nombre d'or étant égal à {\displaystyle 2\sin {18^{\circ }}=2\sin {\frac {\pi }{10}}}, il a été proposé que le nombre d'argent noté {\displaystyle u} soit égal à {\displaystyle 2\sin {10^{\circ }}=2\sin {\frac {\pi }{18}}\approx 0,3472963554}.
Il est la racine positive de l'équation {\displaystyle x^{3}=3x-1}, associée à la récurrence {\displaystyle u_{n}=3u_{n-2}-u_{n-3}}.
En effet, ceux-ci sont des multiples de 3 (catégorie I) et/ou 5 (catégorie II), des multiples de 2 (catégorie III), et des premiers (catégorie IV). Les premiers (catégorie IV) sont les complémentaires à 45° de la catégorie III. La catégorie III se calcule aisément à partir des catégories I et II, qui elles-mêmes découlent de {\displaystyle u} et de {\displaystyle \varphi }.
La question reste posée de savoir si on peut faire mieux avec d'autres nombres, soit de la classe x2 = q - p x, soit de la classe x3 = q - p x.
La courbe de Lissajous {\displaystyle x=\sin {(u)}} et {\displaystyle y=\sin {(3u)}} (cubique) est très liée à ce problème, de même que la quintique {\displaystyle x=\sin {(u)}} et {\displaystyle y=\sin {(5u)}}.

### Triangle d'argent
Cette appellation est parfois donnée à un triangle (voir à triangle d'or). Ses dimensions sont liées au nombre d'or et non au nombre d'argent, il faut donc lui préférer l’appellation gnomon d'or.